# アミガサタケ属
アミガサタケ属（学名: Morchella）は子嚢菌門アミガサタケ科のキノコ（菌類）の属の一つ。タイプ種はアミガサタケである。子実体は小型から大型になるものまである。春に、林内の地上や畑地、道端などに淡生から群生する。

## 形態
子実体は丸みを帯びた円錐状の頭部と円筒形の柄からなる。頭部は表面に網目状に隆起したしわヒダがあり、小区画に分かれ、その凹部に子実層が生じる。内部は空洞。胞子は頭部の窪んだ部分で作られる。頭部の形、網目の状態、網目の色、頭部と柄の付き方によって分類され、区別困難なものもあるが、次の3型がある。
- 直生型 - 柄の上部に子実層が直接接着している。
- 拡生型 - 柄の上部が頭部と接する直前で外側に幾分突出し、この突出の先端に頭部の縦脈の下端が接する。
- 帽状型 - 直上してきた柄が頭部に付着する直前で外側に屈曲して頭部の長さの半分くらいまで垂れ下がり、その先に縦脈の下端が連結する。

また、子囊胞子や側糸の形状は種による差異がほとんど見られず、正確な同定が難しいグループでもある。

## 利用
たいていの種が食用キノコとしてフランス料理などのスープや煮込みの食材として使われているが、生食すると中毒を起こす。さらに一部の種からはシャグマアミガサタケにも含まれるギロミトリン（ジロミトリン）が検出されている。ギロミトリンは肝臓毒の一種で、加水分解によりモノメチルヒドラジンが生成する。

## 主な種
- アシボソアミガサタケ Morchella deliciosa
- アミガサタケ Morchella esculenta
- オオアミガサタケ Morchella smithiana
- オオトガリアミガサタケ Morchella elata
- オオフカアミガサタケ Morchella gigas
- コトガリアミガサタケ Morchella angusticeps
- チャアミガサタケ　Morchella esculenta var. umbrina
- ツネノアミガサタケ Morchella vulgaris
- トガリアミガサタケ Morchella conica
- トガリフカアミガサタケ Morchella semilibera
- ヒロメノトガリアミガサタケ Morchella costata
- マルアミガサタケ Morchella esculenta var. rotunda